# Conesa

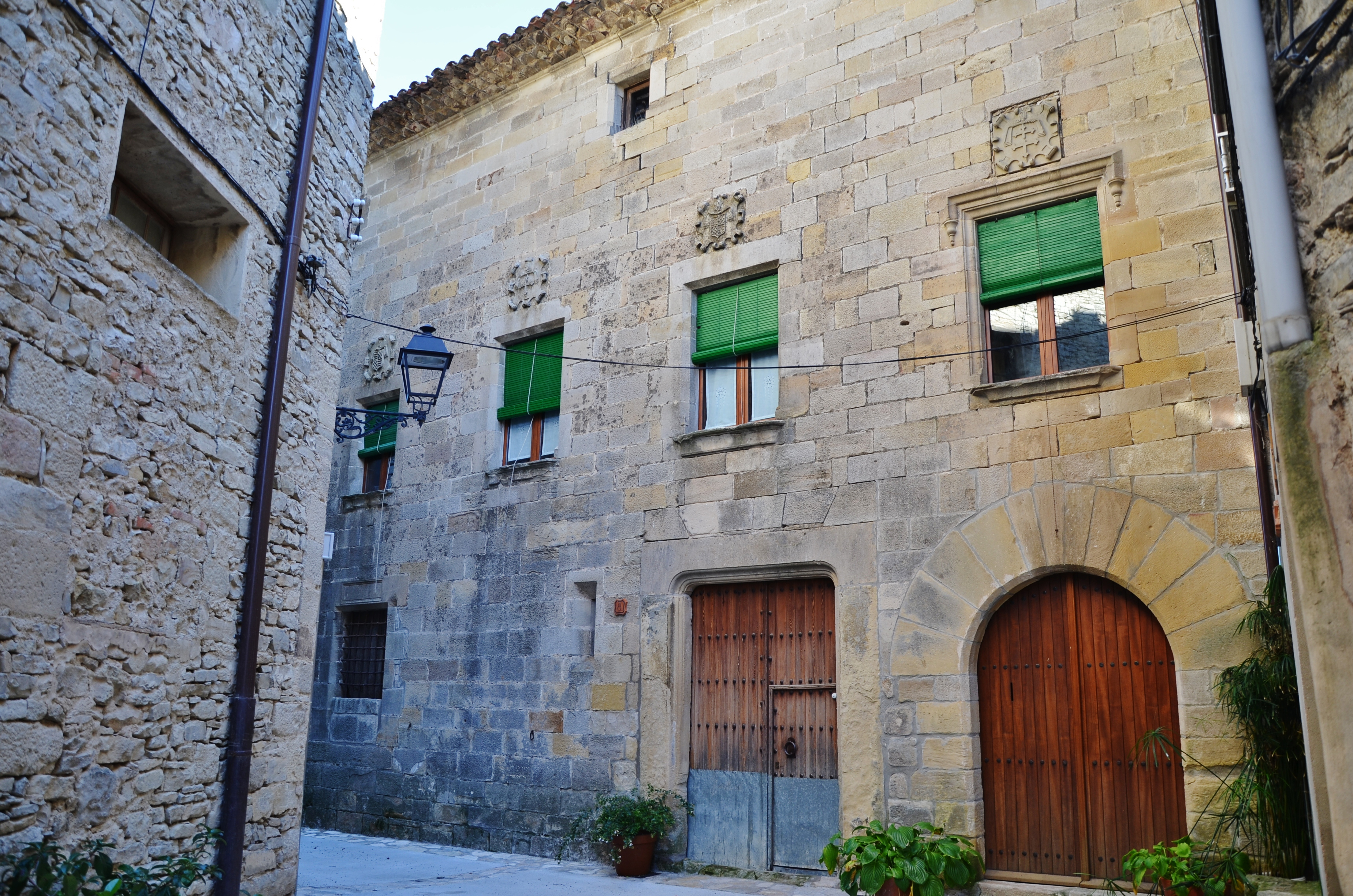
Casa Delmera de Conesa

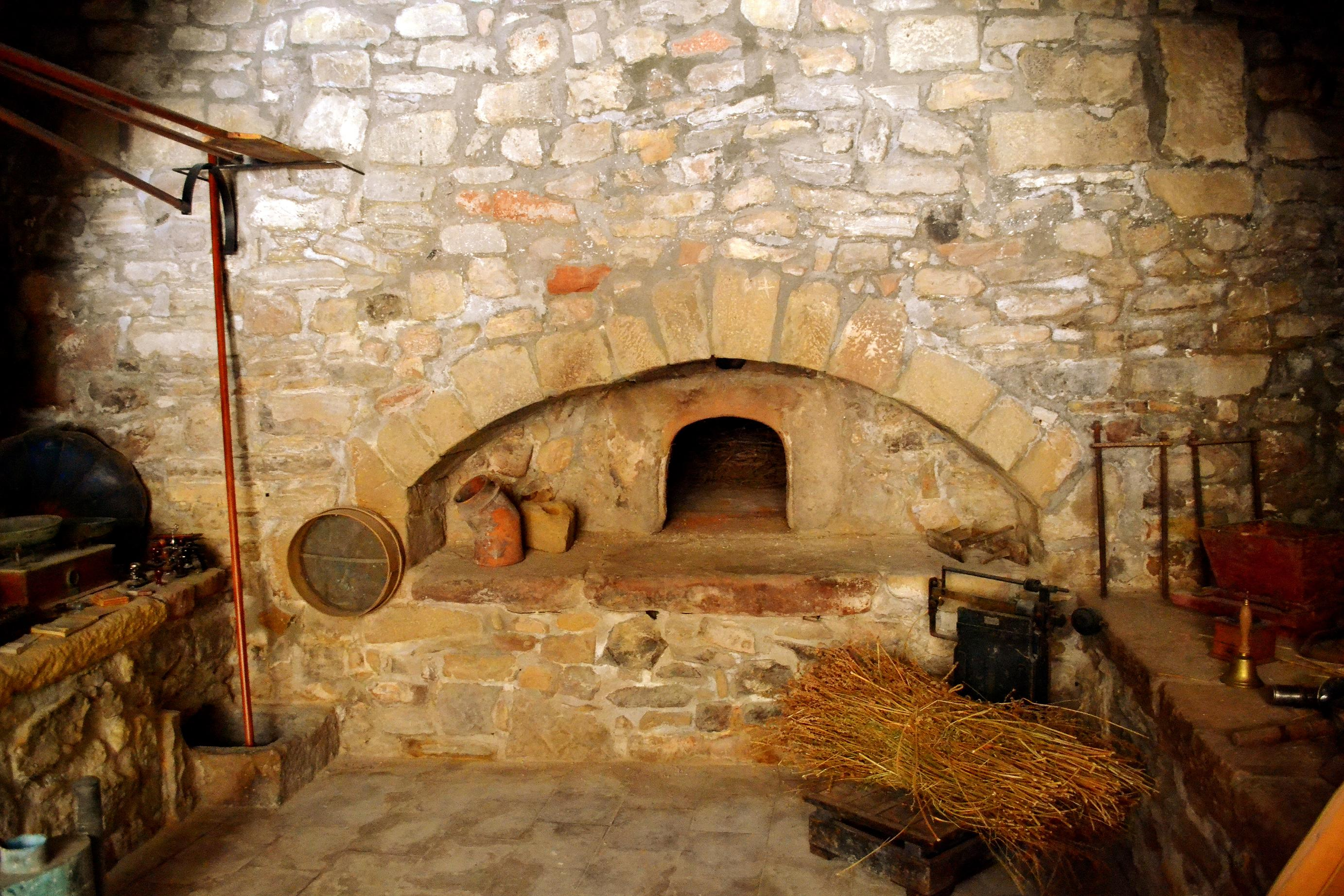
Antic forn de pa de Conesa

Conesa és un municipi de la comarca de la Conca de Barberà. El terme municipal inclou el despoblat de Sabella de l'Abadiat.
El municipi està situat plenament en l'altiplà segarrenc de la comarca. La vila és emmurallada i conserva el porta de Santa Maria i el de Sant Antoni, ambdós del segle xiv; són els dos únics accessos al seu interior.

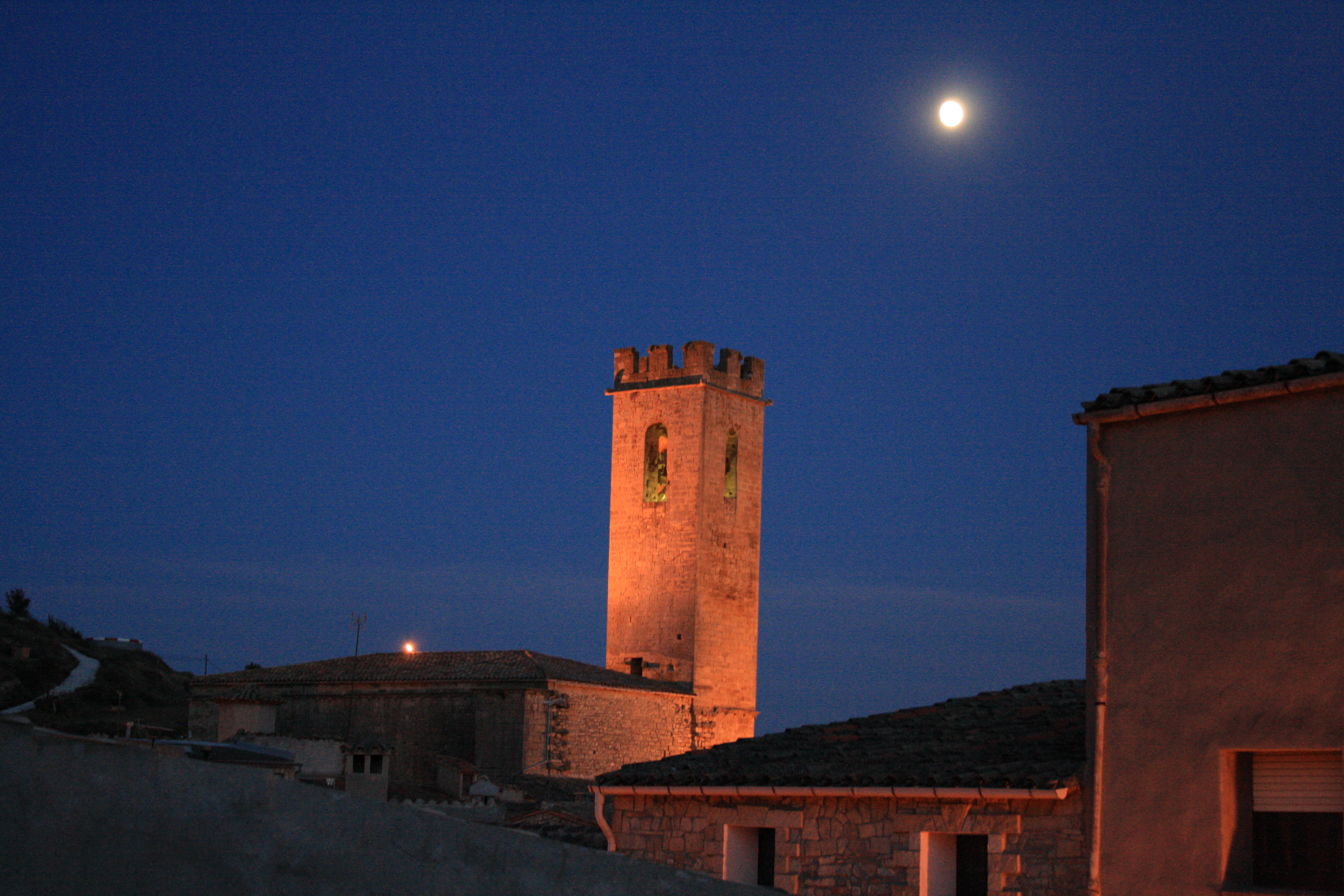
El campanar de Conesa de nit

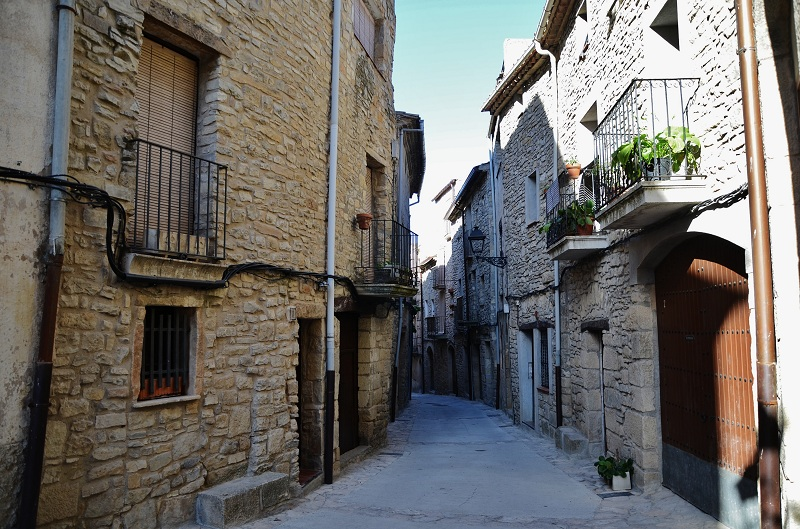
Carrer Major de Conesa

## Geografia
- Llista de topònims de Conesa (Orografia: muntanyes, serres, collades, indrets..; hidrografia: rius, fonts...; edificis: cases, masies, esglésies, etc).

El municipi de Conesa confronta amb els municipis veïns de Santa Coloma, Les Piles, Savallà del Comtat, Sarral, Rocafort de Queralt, Passanant i Forès. Dinte el terme hi trobem la Cogulla a 881 m i el Pla de Santa Maria a 889 m.
És un poble principalment agrícola: 1500 ha són de cereal, 70 ha són de vinya que representa un 55% del municipi l'altre 45% 456 ha ocupades per pastures, 118 ha són de pins i 674 ha de garriga. També s'hi cultiven patates i llegums.

## Història
Consolidació de la Vila
La primera referència documental al terme de Conesa apareix el 14 de maig de 1030, en la compra del castell de Montclar per part d’Arnau Odó i la seva muller Conesa. En l’intent de conquistar les noves conquistes els àrabs, Ramon Berenguer I dona Carta de Poblament a Bernat Sendred amb la condició de construir-hi un castell com a fortalesa (1043).
Ramon de Cervera és el senyor de Conesa l’any 1120, que mantindran durant tot el segle XII. El seu fill, també anomenat Ramon de Cervera, infeuda el castell de Conesa a Pere de Queralt (1150). En tornar de Jerusalem (1166), Pere cedeix aquesta infeudació a Gombau d’Oluja, de qui n’era tiet. A finals del segle xii, l’orde templer exerceix una notable influència a Conesa. A jutjar per les esteles funeràries de l'església de Sant Pere de Sabella, construïda entre 1180 i 1193, també s'hi testimonia la presència de càtars.
A principis del segle xiii, es produeixen canvis importants a Conesa: Pere el Catòlic en cedeix la jurisdicció a Bernat de Vallclara (1208), els termes i agregats a Guillem de Cervera (1209) i els drets i pertinences del castell a Guillem de la Guàrdia (1210). A mitjans de la centúria, es produeix una forta batalla entre Guillem d’Aguiló i Marquesa i Gueralda de la Guàrdia, per fer-se amb el senyoriu de la família Cervera, que encara era propietària del castell de Conesa. Jaume I el Conqueridor dictamina a favor de Marquesa i Gueralda (1252).
El mateix monarca concedeix el privilegi de celebrar un mercat setmanal a Conesa cada dimecres (1260), en conseqüència la població adquireix el nom de Vila. En aquelles dates, quatre cavallers conesins tenen relació amb l’infant Pere: Guerau de Vallclara, Bernat de Conesa, Guillem de Cervelló i Bernat de Montpaó.

Santes Creus s'apodera de Conesa
El gener de 1285, mentre el comtat d’Empúries era envaït pels francesos, Pere el Gran concedeix a Ponç Hug V d’Empúries els castells del batlliu de Sarral, entre els quals hi havia els de Conesa, Turlanda i Sabella de l’Abadiat. Un cop acabada la guerra, el monestir de Santes Creus aconsegueix la castlania de Santes Creus (1285).
Durant el segle xiv, el monestir aconsegueix múltiples prerrogatives sobre Conesa: poder triar un batlle foraster que el representi (1302), els drets de quèstia (1327) la dècima de blat, del safrà i altres rendes (1359), i finalment obtenint la jurisdicció completa del municipi (1360)
Entre 1379 i 1383, Conesa viu un període gran estabilitat. Aquest lustre comença amb la compra de Conesa per part de l’infant Joan (1379), a la qual prossegueix l’adquisició que en fa Dalmau de Queralt i de Rocabertí (1381), una nova compra per part de l'infant Joan (1382) i la venda que aquest fa al monestir de Santes Creus (1383).
Rivalitat entre Santes Creus i Conesa
Durant la guerra civil catalana (1462-1472), Conesa i Santes Creus s'alineen en diferents bàndols: la Vila a favor de la Diputació del General i el monestir al costat de Joan II.
El 1518 es firma una concòrdia entre Santes Creus i la Universitat de Conesa, per la qual el monestir es fa càrrecs dels deutes del municipi a canvi d’un redelme perpetu. Aquest redelme consistia en nou càrregues: 1) un cens anuals de 240 lliures, 2) el pagament del dotzè del gra que es collís fora de Conesa, 3) el pagament de dues unces de cotó sembra de safrà; 4) el transport a Santes Creus, dos cops a l’any, dels fruits que tenia dret a rebre el monestir; 5) el pagament de 350 lliures; 6) el pagament d’una sisena part dels arrendaments que es fessin de les terres que tenien a Santes Creus; 7) el fet de no poder-se endeutar sense la llicència de l’abat de Santes Creus; 8) el dret de l’abat a vendre qualsevol terra al cap de quatre anys de la signatura del contracte; i 9) l'obligació de no treure l'espelta de l'era d’aquells pagesos que no haguessin passat el delme ni el redelme.
La Universitat de Conesa aviat va voler rescindir la concòrdia, fet que el Papa Climent VII va rebutjar (1527). En aquests anys ja deuria viure a Conesa Jeroni Contijoch, futur abat del monestir de Santes Creus des de 1562. Aquest fet, però, no va suposar l'erradicació de les tensions. El 1570, Conesa guanya una sentència segons la qual les dècimes, les rendes, els censos i la jurisdicció havien de tornar al patrimoni reial. Aquest dictamen, però, no va tenir cap conseqüència immediata. La tensió va acabar explotant el 1593; en comprovar que Conesa no tornava a la jurisdicció reial, tot i haver-se emès una nova sentència en aquest sentit, alguns conesins van apedregar la Casa Delmera i van matar un criat que hi vivia.

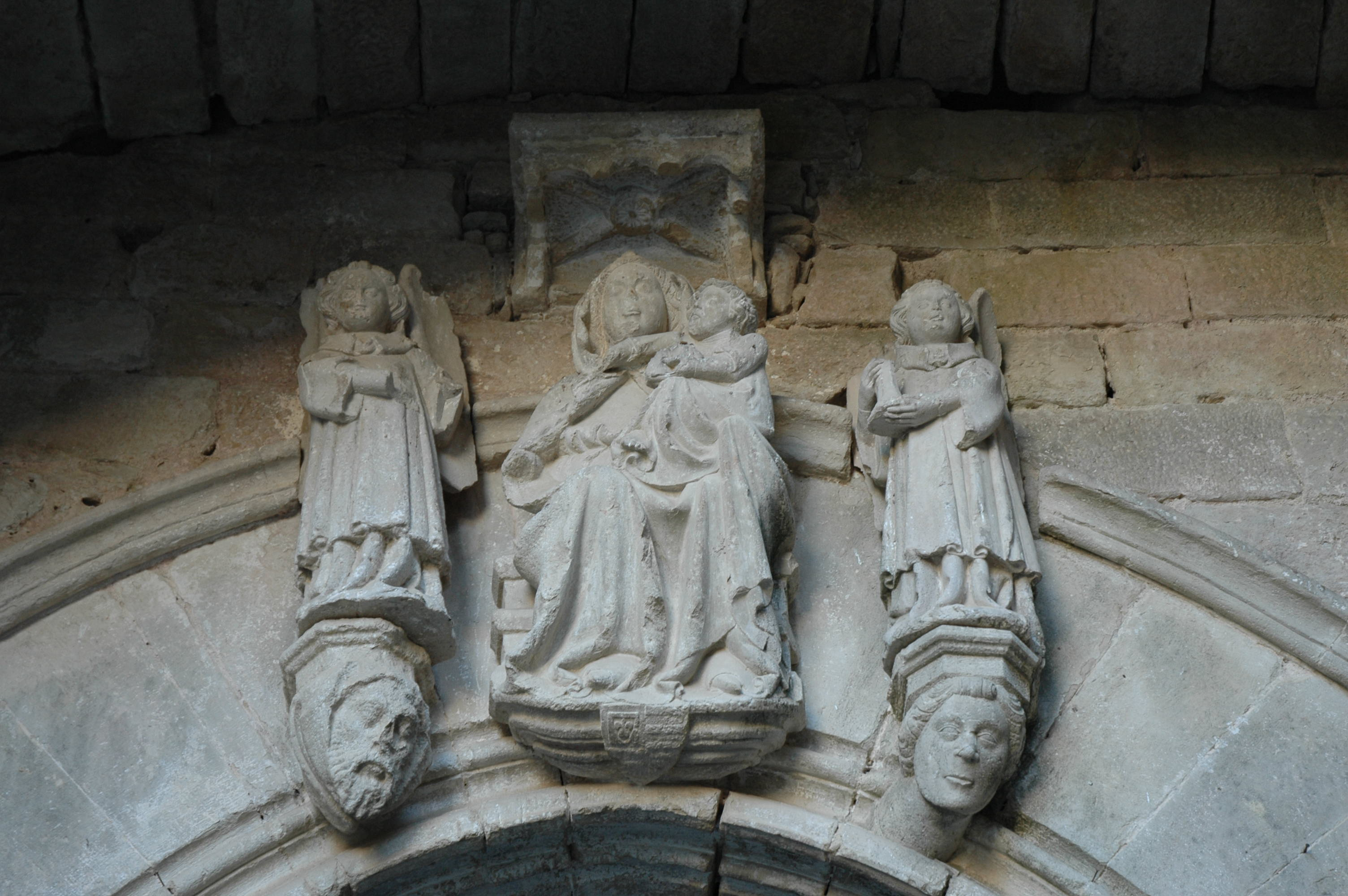
Timpà de l'església parroquial de Conesa

El 1628, Conesa posseïa la Casa de la Vila, l’Hospital de Sant Antoni, una ferreria, el fossar, una carnisseria comunal, un forn de la Vila, i un bosc també comunal conegut com la Quadra de Cantallops.
Durant la Guerra dels Segadors (1640-1659) es viuen noves tensions entre els monjos i els conesins. El 31 de maig de 1641, els frares de Santes Creus arriben a Conesa “ab multitud de gents a cop d’escopetades” i segresten els jurats. En les acaballes del conflicte, el 12 d’octubre de 1658, el batlle reial fa una crida a tots els conesins per oferir diners a la persona l’home que havia matat fra Pasqual Gatell, monjo de Santes Creus, dins el castell de Conesa.
Acabada la Guerra de Successió (1705-1714), la Universitat de Conesa es veu obligada a finançar-se a través de censals. Segons el cadastre 1715, només hi havia 25 cases a Conesa, xifra que augmentaria fins a 59 l’any 1748, i fins a 70 el 1763.

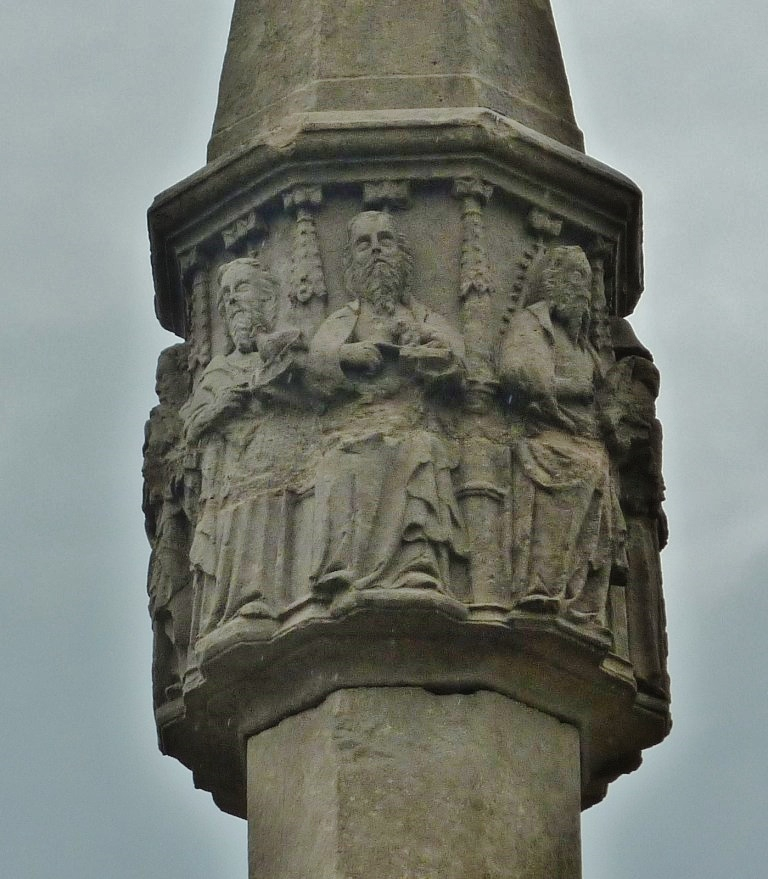
Detall de la creu de terme del Portal Reial de Conesa

El control de Santes Creus sobre els conesins també s'explica per l’adquisició de les primeres matèries L’any 1759, la Universitat de Conesa va demanar a la intendència reial l’ús de les aigües del riu, així com la facultat de tenir taverna, fleca i forn públic. Després d’algunes vacil·lacions, la intendència reial va accedir a la cessió de les aigües si el propietari, Santes Creus, no les demanava en un termini fixat, a la construcció d’un segon forn independent de Santes Creus si aquest no era suficient per coure el pa dels cosins, i de la taverna a condició que el comú no imposés cap taxa als arrendataris.
A partir del darrer terç del segle xviii, Santes Creus perd poder progressivament sobre Conesa. El 1805, l’Arquebisbat adquireix el control sobre l'església parroquial; el 1821, el monestir ven les últimes cinc partides de terra que posseeix al municipi; el 1833, els monjos decideixen vendre la primícia de Conesa al vicari de la vila per 200 lliures; finalment, amb la desamortització de Mendizábal, el monestir perd el senyoriu sobre el municipi (1835)
Restauració Borbònica, República i Guerra Civil
El 23 de setembre de 1874, l'aiguat de Santa Tecla destrueix els ponts de la Font i de la Plaça. L'escassetat econòmica de l’Ajuntament és greu, i la situació econòmica dels particulars també és dolenta. L'epidèmia de còlera va suposar la mort de 45 persones. Entre 1880 i 1900, 40 conesins es veuen obligats a subhastar la casa. En el període 1887-1900, la població es veu reduïda en un 19%. A principis del segle xx, els veïns seguien dedicant-se majoritàriament a l’agricultura. El municipi comptava amb 980 hectàrees de conreu i 851 de pastures.
Durant els anys 20, es viuen importants transformacions a Conesa: l’arribada de la primera garbelladora (1922), la instal·lació de la línia telefònica (1925), la llicència per tenir un metge propi o la confecció del primer mapa topogràfic del municipi.
En les eleccions del 14 d’abril de 1931, les forces progressives s'imposen tímidament a Conesa. El 24 de juny de 1932, el president Francesc Macià visita la Vila, essent rebut per pràcticament tota la població. En els comicis del 16 de febrer de 1936, el Front d’Esquerres de Catalunya obté la victòria amb un 74% de participació i un 57,1% de vots. L'esclat de la guerra provoca que s'aturi la construcció de les escoles municipals
El 24 de juliol de 1936 arriben forasters a Conesa i cremen l'església parroquial; el 28 de novembre, l’Ajuntament acordar donar 20.000 pessetes al Consell de Guerra per finançar les despeses que genera la mateixa; el desembre de 1936, es constitueix la Col·lectivitat de Conesa, formada per membres de la Confederació Nacional de Treballadors. El novembre de 1937 arriben 59 refugiats andalusos a Conesa, que es dediquen a arreglar la muralla per justificar la seva manutenció. Les tropes nacionals conqueriran el municipi el 14 de gener de 1939.

## Demografia
| 1497 f | 1515 f | 1553 f | 1717 | 1787 | 1857 | 1877 | 1887 | 1900 | 1910 |
| ------ | ------ | ------ | ---- | ---- | ---- | ---- | ---- | ---- | ---- |
| 43     | 33     | 45     | 173  | 187  | 585  | 522  | 555  | 451  | 479  |

| 1920 | 1930 | 1940 | 1950 | 1960 | 1970 | 1981 | 1990 | 1992 | 1994 |
| ---- | ---- | ---- | ---- | ---- | ---- | ---- | ---- | ---- | ---- |
| 511  | 489  | 424  | 418  | 297  | 176  | 142  | 128  | 123  | 123  |

| 1996 | 1998 | 2000 | 2002 | 2004 | 2006 | 2008 | 2010 | 2012 | 2014 |
| ---- | ---- | ---- | ---- | ---- | ---- | ---- | ---- | ---- | ---- |
| 104  | 107  | 116  | 136  | 128  | 141  | 134  | 120  | 130  | 122  |

| 2016 | 2018 | 2020 | 2022 | 2024 | 2026 | 2028 | 2030 | 2032 | 2034 |
| ---- | ---- | ---- | ---- | ---- | ---- | ---- | ---- | ---- | ---- |
| 116  | 103  | 100  | 109  | 113  | -    | -    | -    | -    | -    |

## Llocs d'interès

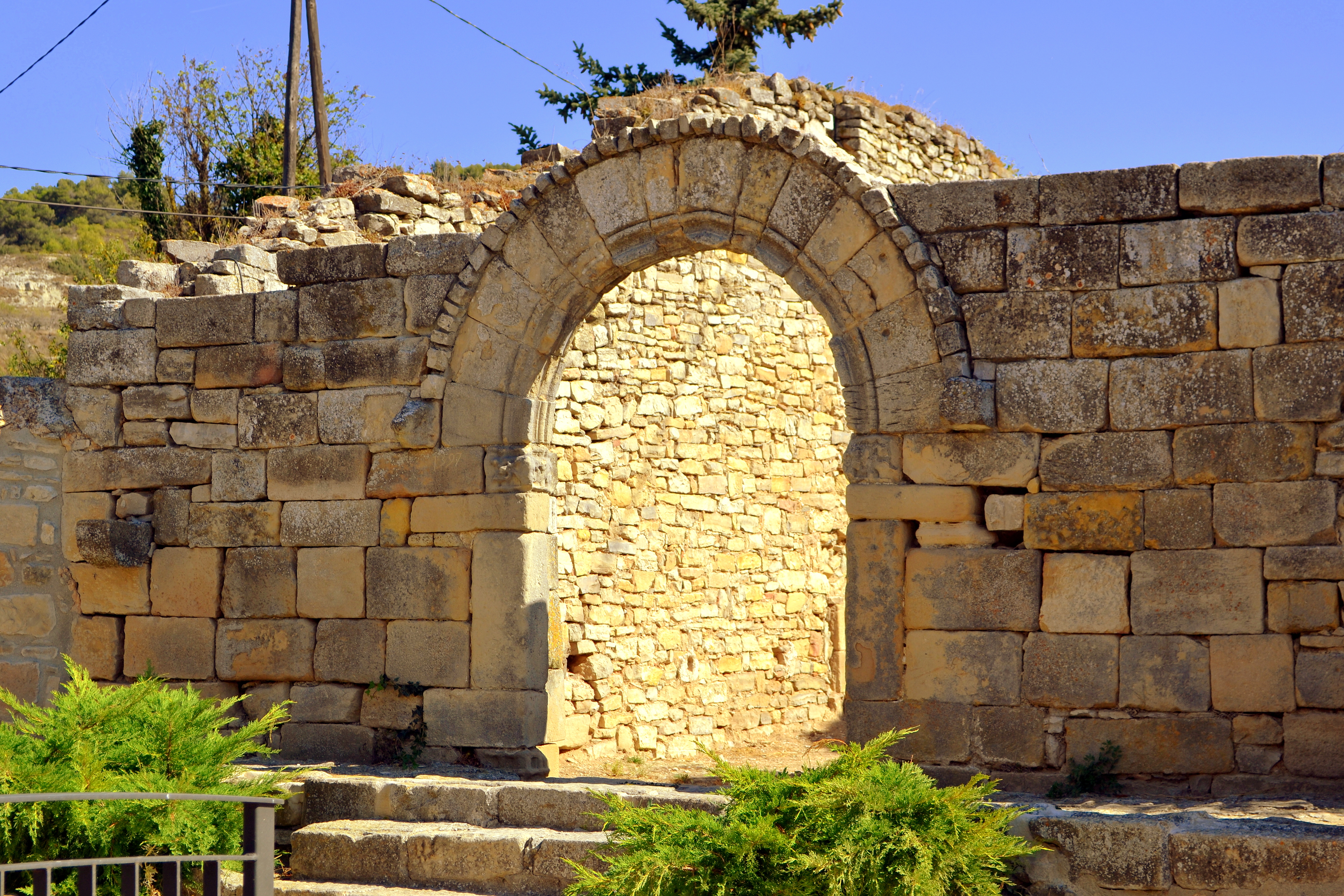
Antiga església i hospital de Conesa

El nucli històric està declarat bé cultural d'interès nacional en la categoria de conjunt històric. El nucli de Conesa està conformat per un primer recinte clos, corresponent al primitiu castell, desaparegut, i un segon recinte que a partir del segle xvi va donar lloc a creixements al llarg dels camins d'accés. Els elements més rellevants són les restes del castell, del recinte emmurallat i dos portals: el Portal Reial (o de Sant Antoni) i el de Santa Maria. També cal esmentar l'església parroquial de Santa Maria, dels segles xiv i xv, i les restes notables de l'Hospital de Sant Antoni, fora del clos murat i davant del Portal Reial. Són també remarcables: el traçat del carrer Revalla -al costat de la primera muralla del segle xii, on hi havia el call-; Cal Gallard i la Casa del Delme. El conjunt arquitectònic i urbanístic de Conesa destaca per l'harmonia i la continuïtat de la traça dels seus carrers, illes, places i edificis.
- Santa Maria de Conesa.
- Castell de Conesa o Casa Delmera. Casa renaixentista construïda el 1569, propietat del monestir de Santes Creus fins a 1821.
- Capella-Hospital de Sant Antoni
- Creu del terme del Portal Reial.
- Ca l'Escarola. Edifici modernista remodelat el 1918.
- El forn de pa.[10] Està situat als baixos de l'ajuntament i és un dels dos forns de pa que es conserven a la vila. El primer escrit que en fa referència és de l'any 1340 i va funcionar fins al 1924.
- Església romànica de Sant Pere de Sabella
- La muralla

## Festes d'interès
- Festa major d'estiu: per la mare de Déu d'Agost, normalment dura entre tres i quatre dies. Entre altres activitats hi sol haver balls de tarda i nit, una cantada d'havaneres, una representació teatral o un partit de futbol.
- Festa major d'hivern: un cap de setmana de novembre, també hi ha balls de tarda i nit.
- Mercat Vell: se celebra des del 2010 i és una fira que se celebra la primera setmana d'agost i en què es poden trobar parades de brocanters i altres.